# Syndrome du cerveau scindé
 Mise en garde médicale
Le syndrome du cerveau scindé ou divisé ou callosum (en anglais split-brain) est un syndrome résultant de la déconnexion des deux hémisphères. La raison est l'absence de corps calleux à la naissance (malformation congénitale) ou la conséquence de sa destruction accidentelle ou chirurgicale. Le corps calleux relie les deux hémisphères du cerveau. L'association de symptômes est produite par la perturbation ou l'interférence de la connexion entre les hémisphères du cerveau.

## Callosotomie
L'opération chirurgicale visant à produire cette affection (callosotomie du corps calleux) implique la section du corps calleux et constitue généralement un dernier recours pour traiter l'épilepsie réfractaire. Dans un premier temps, des callosotomies partielles sont pratiquées ; si ces opérations ne réussissent pas à diminuer les crises d'épilepsie, une callosotomie complète est effectuée pour atténuer le risque de blessure physique accidentelle en réduisant la gravité et la violence des crises. Avant de recourir aux callosotomies, l'épilepsie est plutôt traitée par des moyens pharmaceutiques ; après l'opération, des évaluations neuropsychologiques sont souvent effectuées. Aujourd'hui, la section chirurgicale du corps calleux est presque complètement abandonnée, en raison de l'existence de traitements plus efficaces.

## Symptômes
Une fois que le cerveau droit et le cerveau gauche sont séparés, chaque hémisphère a ses propres perceptions, concepts et impulsions d'action. Le fait d'avoir deux cerveaux dans un seul corps peut créer des dilemmes intéressants du point de vue scientifique et médical. Lorsqu'un patient à cerveau divisé s'habille, il lui arrive de remonter son pantalon d'une main (ce côté du cerveau voulait s'habiller) et de le baisser de l'autre (ce côté ne voulait pas). Un autre patient a saisi sa femme de la main gauche et l'a violemment secouée, puis sa main droite est venue au secours de sa femme et a saisi la main gauche agressive. Cependant, de tels conflits sont très rares. Si un conflit survient, un hémisphère l'emporte généralement sur l'autre.
Lorsque les patients souffrant de division du cerveau ne reçoivent une image que dans la moitié gauche du champ visuel, ils ne peuvent pas nommer vocalement ce qu'ils ont vu. En effet, l'image vue dans le champ visuel gauche n'est envoyée que vers le côté droit du cerveau (voir tractus optique (en)), et le centre de contrôle de la parole de la plupart des personnes se trouve du côté gauche du cerveau. La communication entre les deux côtés est inhibée, de sorte que le patient ne peut pas dire à haute voix le nom de ce que le côté droit du cerveau voit. Un effet similaire se produit si un patient au cerveau fendu touche un objet avec la main gauche seulement, sans recevoir de repères visuels dans le champ visuel droit ; le patient sera incapable de nommer l'objet, car chaque hémisphère cérébral du cortex somatosensoriel primaire ne contient qu'une représentation tactile du côté opposé du corps. Si le centre de contrôle de la parole se trouve du côté droit du cerveau, le même effet peut être obtenu en présentant l'image ou l'objet uniquement au champ visuel ou à la main droite.
Le même effet se produit pour le raisonnement. Par exemple, on montre à un patient dont le cerveau est divisé une image d'une patte de poulet et d'un champ de neige dans des champs visuels séparés et on lui demande de choisir dans une liste de mots la meilleure association avec les images. Le patient choisirait un poulet à associer à la patte de poulet et une pelle à associer à la neige ; cependant, lorsqu'on lui demande de justifier son choix de pelle, la réponse se rapporte au poulet (par exemple, « la pelle sert à nettoyer le poulailler »).

## Études de cas
Le chercheur Michael Gazzaniga a dirigé des études pionnières sur l'apprentissage et la compréhension des patients à cerveau scindé et sur le fonctionnement de leur cerveau. Il a effectué de nombreuses études et fait de grandes quantités de recherches sur les patients souffrant du phénomène de cerveau scindé, et ce, pour fournir une meilleure compréhension de la vie des personnes touchées par ce phénomène rare. Il a étudié comment les personnes qui ont les deux moitiés du cerveau séparées fonctionnent par rapport à celles qui n'en ont pas. Gazzaniga a étudié les fonctions corporelles contrôlées par chaque moitié du cerveau. Il a examiné ce que les patients à cerveaux divisés sont capables de faire en raison de leur condition, comme la capacité de dessiner deux objets différents avec chaque main, une capacité qu'une personne avec un cerveau non divisé est incapable de faire. Il a étudié comment les personnes, qui ont un cerveau divisé, agissent émotionnellement et physiquement par rapport à ceux qui n'ont pas de cerveau divisé. Grâce aux études de Gazzaniga, une compréhension beaucoup plus grande du phénomène du cerveau scindé a été possible,.

### Patient W.J.
Le patient W.J. était un parachutiste de la Seconde Guerre mondiale blessé à la tête par un coup de crosse de fusil, après quoi il a commencé à avoir des crises d'épilepsie. Avant son opération pour tenter de corriger les crises, Gazzaniga a testé ses fonctions cérébrales. Cela comprenait la présentation de stimuli aux champs visuels gauche et droit et l'identification d'objets dans ses mains qui étaient hors de son champ de vision. Il a été en mesure d'accomplir ces tâches parfaitement et par la suite, il a subi une opération de chirurgie consistant en un sectionnement du corps calleux et sa commissure antérieure séparant de fait le cerveau du patient en deux morceaux détachés et ce dans le but d'empêcher les crises d'épilepsie de se propager à l'ensemble du cerveau.
Après sa chirurgie, W.J. a été de nouveau amené pour des tests avec Gazzaniga dans lesquels des stimuli tels que des lettres et des éclats de lumière étaient projetés vers les champs visuels gauche et droit. Les stimuli flashés sur le champ visuel droit ont été traités par l'hémisphère gauche du cerveau, qui contient notamment le centre de la langue, il a donc pu appuyer sur un bouton pour indiquer qu'il avait vu le stimulus et il pouvait rapporter verbalement ce qu'il avait vu. Cependant, lorsque les stimuli clignotaient dans le champ visuel gauche, et donc dans l'hémisphère droit, il appuyait sur le bouton, mais ne pouvait pas rapporter verbalement avoir vu quoi que ce soit. Quand ils ont modifié l'expérience pour lui faire pointer avec la main le stimulus qui a été présenté à son champ visuel gauche et ne pas avoir à l'identifier verbalement, il a pu effectuer cette tâche avec précision,.
Le corps calleux scindé du patient W.J. pourrait également causer des conflits entre les hémisphères. Par exemple chaque main est contrôlée par l'hémisphère opposé et il n'y a chez W.J. aucune communication entre les deux. Il en a résulté des conflits frappants. Par exemple, une main pouvait se tendre pour ouvrir une portière de voiture tandis que l'autre tentait d'empêcher cette main d'ouvrir la portière.

### Patient P.S.
Le patient P.S. était un adolescent chez qui il a été démontré que la compréhension du langage était possible dans l'hémisphère droit. Lorsque le mot « petite amie » était flashé sur son champ visuel gauche, et donc son hémisphère droit, il ne pouvait pas dire verbalement le nom de sa « petite amie », mais il réussissait à épeler le nom « Liz » avec des tuiles Scrabble. Cela suggère que même si le langage verbal n'était pas possible dans l'hémisphère droit, il y avait une forme de langage possible par des gestes et des mouvements de la main gauche,.

### Kim Peek
Kim Peek était une personne atteinte du syndrome du savant. Il est né le 11 novembre 1951 avec une tête élargie, des protubérances au cerveau, un cervelet malformé, et une absence de corps calleux, ainsi qu'une absence de commissure antérieure ou postérieure. Durant sa vie, il a été capable de mémoriser plus de 9 000 livres dans une quinzaine de domaines dont l'histoire du monde et des États-Unis, le sport, le cinéma, la géographie, les acteurs et les actrices, la Bible, l'histoire de l'Église, la littérature, la musique classique, les indicatifs régionaux/codes postaux des États-Unis, les stations de télévision desservant ces domaines et les directions pas à pas dans toutes les grandes villes américaines. Malgré ces capacités, il avait un QI de 87, a été diagnostiqué autiste, il était incapable de boutonner sa chemise et avait des difficultés à accomplir les tâches quotidiennes. Les structures manquantes de son cerveau n'ont pas été reliées à ses capacités accrues, mais elles peuvent être liées à sa capacité de lire les pages d'un livre en 8-10 secondes. Il était capable de voir la page gauche d'un livre avec son champ visuel gauche et la page droite d'un livre avec son champ visuel droit, de sorte qu'il pouvait lire les deux pages simultanément. Il avait également développé des zones de langage dans les deux hémisphères, ce qui est très rare chez les patients atteints de division du cerveau. Le langage est traité dans des zones du lobe temporal gauche, et implique un transfert contralatéral d'informations avant que le cerveau ne puisse traiter ce qui est lu. Dans le cas de Peek, il n'y avait pas de capacité de transfert - c'est ce qui a conduit à la création de centres du langage dans chaque hémisphère. Beaucoup pensent que c'est la raison de ses capacités de lecture extrêmement rapides.
Bien que Peek n'ait pas subi de callosotomie du corps, il est considéré comme un patient à cerveau fendu naturel et est essentiel pour comprendre l'importance du corps calleux. Kim Peek est décédé en 2009.

## Implications philosophiques
Le syndrome du cerveau scindé suscite de nombreux débats autour de la notion d'individu. Ce cas clinique remet en question notre conception commune des personnes comme étant singulières et des sujets uniques d’expérience consciente.
La question est ici de savoir combien de personnes se trouvent dans le crâne du patient split brain: une seule, deux, ou éventuellement plus. Les deux hémisphères cérébraux étant anatomiquement séparés et au vu des résultats troublants observés chez certains patients lorsqu’on les soumet aux expériences, il est possible d’évoquer la présence de deux individus autonomes dans un même corps, chacun étant associé à un des deux hémisphères.
Le fait que les patients split-brain, pour la plupart et la plupart du temps, n’expérimentent aucun symptôme anormal malgré la séparation de leurs hémisphères cérébraux afflue envers l’hypothèse que chez les individus sains, la dualité soit également présente. Ainsi, si l’on considère que les patients split-brain constituent deux individus distincts, il faudrait alors considérer que les personnes saines n’étant pas radicalement différentes du point de vue cérébral constituent également deux individus distincts. Selon Roland Puccetti, Il est peu vraisemblable que le simple fait d'empêcher un flux d'information entre les deux hémisphères et de réduire ainsi leur synchronisation crée subitement deux personnes à partir d'une: deux personnes étaient déjà présentes avant la commissurotomie.
De plus, selon Puccetti, ce à quoi l’on pourrait s’attendre si les deux hémisphères constituaient un seul sujet d’expérience consciente, serait que certains états conscients apparaîtraient « en double » : la lecture d’un mot, par exemple, étant traitée similairement dans les deux hémisphères, le ferait apparaître deux fois à notre conscience. Ce n’est pas ce que nous percevons subjectivement : il n’y a pas d’états mentaux apparaissant « en double ». Cela indique que deux sujets d’expérience consciente cohabitent dans un même corps, et nous ne sommes véritablement qu’un seul des deux.
Selon Thomas Nagel, la question de savoir si les patients split-brain ont un seul ou deux esprits est impossible à résoudre car la notion commune d’esprit dénombrable n’est pas applicable dans ce cas. De plus, les difficultés rencontrées dans l’application du concept d’esprit chez les patients split-brain indique que ce concept pourrait ne pas être non plus applicable aux individus normaux. Il faut s'attendre à ce qu'à mesure que l'on comprenne de mieux en mieux le fonctionnement du cerveau, notre concept commun de sujet d'expérience unitaire ne soit pas pertinent et doive être éliminé.

## Voir également
- Michael Gazzaniga
- Latéralisation de la fonction cérébrale
- Latéralité
- Bicaméralité
- La Société de l'esprit
- Asymétrie cérébrale
- Syndrome de la main étrangère